# Rabobank

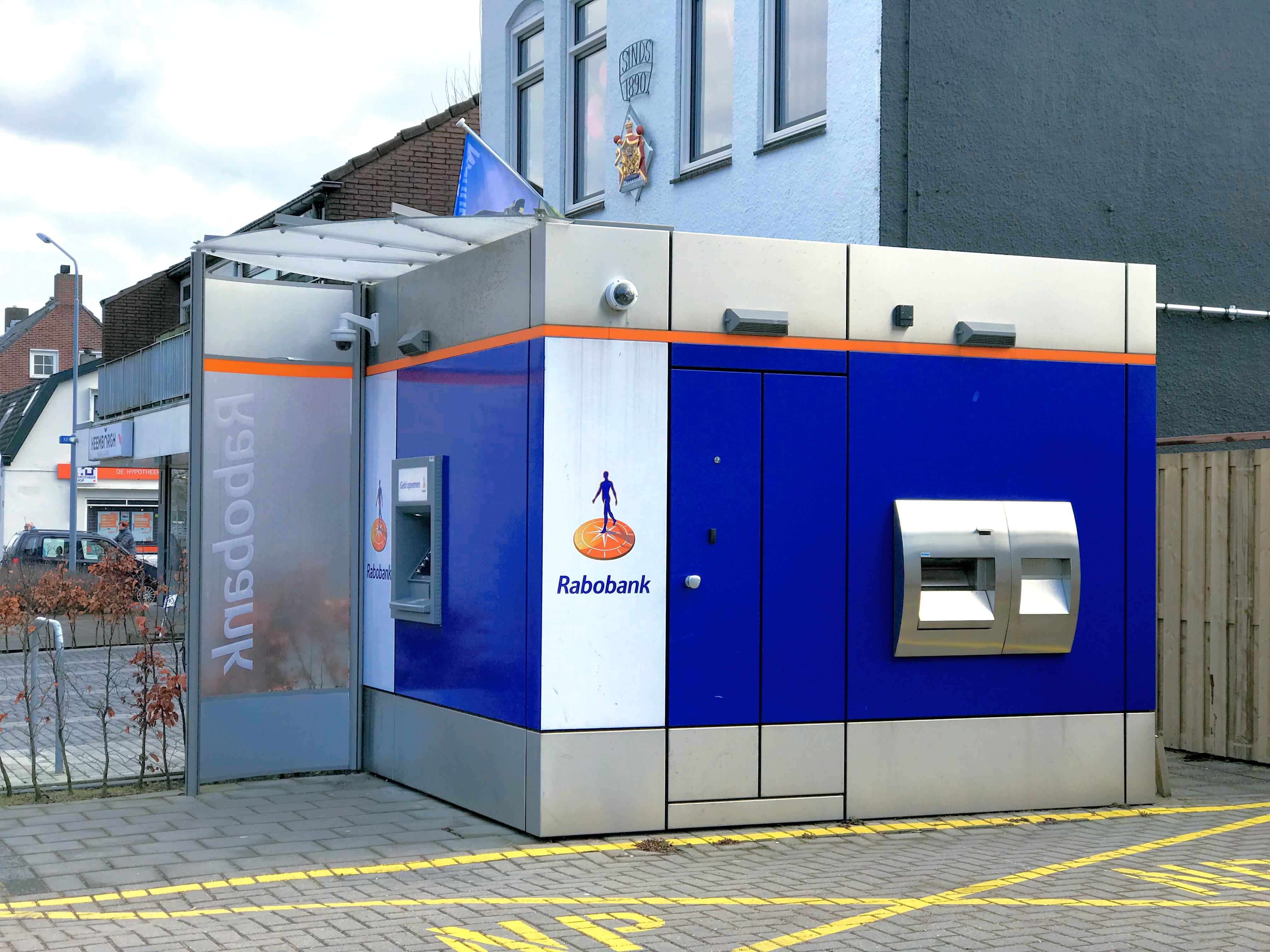
ATM Robobank în Țările de Jos

Rabobank U.A. este a doua bancă olandeză ca mărime, cu sediul în Utrecht. Banca este una cooperativă formată din mai multe bănci locale și un sediu central care oferă produse și servicii financiare pentru sectorul alimentației și agrobusiness-ului.
Rabobank a fost desemnată Instituție Semnificativă de la intrarea în vigoare a Supravegherii Bancare Europene la sfârșitul anului 2014 și, în consecință, este supravegheată direct de Banca Centrală Europeană.

## Istoric
În scandalul din 2013, Robobank a primit amendă de 1 miliard de dolari pentru manipularea ratelor valutare LIBOR la nivel mondial.
În 2015, Robobank a anunțat că va reduce 9000 de locuri de muncă până în 2018. Politica era pentru a respecta regulamentul Basel IV.

## Controverse

### Scandalul LIBOR
La 29 octombrie 2013, Robobank a fost de acord să plătească 774 milioane EUR fără a urma vreo anchetă penală pentru scandalul LIBOR unde unele bănci declarau în mod deliberat o rată a dobânzii prea mare sau prea scăzută încă din 1991.

### Spălarea banilor
În februarie 2018, Robobank a plătit 298 de milioane de euro pentru spălarea banilor proveniți din droguri care se întâmpla prin subsidiarele americane Robobank din California.

### Despădurire
Banca a apărut în Raportul Bankrolling Ecosystem Destruction cu investiții de 30,9 milioane dolari în sectoare care prezintă un risc pentru ecosistem.
Robobank a finanțat sute de fermieri în Brazilia care au comis defrișări ilegale. Raportul leagă Robobank cu pierderea a 390.000 hectare de pădure Amazon.
Banca a fost plasată pe lista marilor poluatori ai unui ONG olandez deoarece banca a investit peste 1,4 miliarde de euro în companii implicate în defrișări în perioada 2015-2022.